# Ebrima Colley
Ebrima Colley (Serekunda, 1º febbraio 2000) è un calciatore gambiano, attaccante dello Young Boys e della nazionale gambiana.

## Biografia
Suo cugino Omar è anch'egli un calciatore.

## Caratteristiche tecniche
Nato come centrocampista offensivo dotato di rapidità, dribbling e capacità di gestire la palla in velocità, ha trovato la propria collocazione nel ruolo di attaccante esterno (Il suo piede preferito è il sinistro).

## Carriera

### Club

#### Atalanta
Ha iniziato a giocare a calcio a 5 anni. Nel febbraio del 2018 si è trasferito in Italia, venendo tesserato dall'Atalanta e inserito nella formazione Primavera. Nella stagione 2018-2019 si mette in mostra con 13 gol segnati in 28 presenze risultando decisivo ai fini della vittoria del campionato con le reti messe a segno in semifinale contro il Torino ed in finale contro l’Inter. Dopo avere esteso il suo contratto con gli orobici fino al 2023, rimane nella loro Primavera anche nella stagione 2019-2020, nella quale vince inoltre la Supercoppa Primavera. Il 15 dicembre 2019 esordisce in Serie A, subentrando a Muriel nella partita persa per 2-1 sul campo del Bologna.

#### Anni in prestito
Gioca altre 4 partite coi bergamaschi prima di venire ceduto in prestito al Verona il 23 settembre 2020. Il 31 gennaio 2021 da subentrato segna il suo primo gol in serie A contro la Roma.
Il 7 agosto 2021 viene ceduto in prestito con diritto di riscatto e controriscatto allo Spezia; esordisce con i bianconeri il 13 agosto 2021 in occasione della partita di Coppa Italia vinta per 3-1 sul campo del Pordenone, in cui segna anche un gol su calcio di rigore.
Il 13 agosto 2022 viene ceduto in prestito ai turchi del Fatih Karagümrük.

#### Young Boys
Il 1º settembre 2023 viene ceduto a titolo temporaneo allo Young Boys.
Il 7 giugno 2024 viene riscattato dagli svizzeri.

### Nazionale
Convocato già 4 mesi prima e in panchina nella gara casalinga con il Benin del 17 novembre 2018 (oltre che nel marzo dello stesso anno), il 22 marzo 2019 ha debuttato in nazionale maggiore, nell'ultima gara delle qualificazioni alla Coppa d'Africa 2019 in Egitto, entrando al posto di Ebrima Sohna all'81' della sfida pareggiata per 1-1 in trasferta a Blida contro l'Algeria. Con la maglia della nazionale ha disputato la Coppa delle nazioni africane 2021 e la Coppa delle nazioni africane 2023.

## Statistiche

### Presenze e reti nei club
Statistiche aggiornate al 18 aprile 2025.
| Stagione          | Squadra           | Campionato        | Campionato | Campionato | Coppe nazionali | Coppe nazionali | Coppe nazionali | Coppe continentali | Coppe continentali | Coppe continentali | Altre coppe | Altre coppe | Altre coppe | Totale | Totale |
| Stagione          | Squadra           | Comp              | Pres       | Reti       | Comp            | Pres            | Reti            | Comp               | Pres               | Reti               | Comp        | Pres        | Reti        | Pres   | Reti   |
| ----------------- | ----------------- | ----------------- | ---------- | ---------- | --------------- | --------------- | --------------- | ------------------ | ------------------ | ------------------ | ----------- | ----------- | ----------- | ------ | ------ |
| 2019-2020         | Atalanta          | A                 | 5          | 0          | CI              | 0               | 0               | UCL                | 0                  | 0                  | -           | -           | -           | 5      | 0      |
| 2020-2021         | Verona            | A                 | 23         | 1          | CI              | 2               | 1               | -                  | -                  | -                  | -           | -           | -           | 25     | 2      |
| 2021-2022         | Spezia            | A                 | 11         | 1          | CI              | 2               | 1               | -                  | -                  | -                  | -           | -           | -           | 13     | 2      |
| 2022-2023         | Fatih Karagümrük  | SL                | 27         | 1          | TK              | 3               | 1               | -                  | -                  | -                  | -           | -           | -           | 30     | 2      |
| 2023-2024         | Young Boys        | SL                | 24         | 3          | CS              | 2               | 0               | UCL+UEL            | 2+1                | 1+0                | -           | -           | -           | 29     | 4      |
| 2024-2025         | Young Boys        | SL                | 22         | 2          | CS              | 4               | 1               | UCL                | 9                  | 0                  | -           | -           | -           | 35     | 3      |
| Totale Young Boys | Totale Young Boys | Totale Young Boys | 46         | 5          |                 | 6               | 1               |                    | 12                 | 1                  |             | -           | -           | 102    | 10     |
| Totale carriera   | Totale carriera   | Totale carriera   | 112        | 8          |                 | 13              | 4               |                    | 12                 | 1                  |             | -           | -           | 137    | 13     |

### Cronologia presenze e reti in nazionale
| Cronologia completa delle presenze e delle reti in nazionale ― Gambia | Cronologia completa delle presenze e delle reti in nazionale ― Gambia | Cronologia completa delle presenze e delle reti in nazionale ― Gambia | Cronologia completa delle presenze e delle reti in nazionale ― Gambia | Cronologia completa delle presenze e delle reti in nazionale ― Gambia | Cronologia completa delle presenze e delle reti in nazionale ― Gambia | Cronologia completa delle presenze e delle reti in nazionale ― Gambia | Cronologia completa delle presenze e delle reti in nazionale ― Gambia |
| Data                                                                  | Città                                                                 | In casa                                                               | Risultato                                                             | Ospiti                                                                | Competizione                                                          | Reti                                                                  | Note                                                                  |
| --------------------------------------------------------------------- | --------------------------------------------------------------------- | --------------------------------------------------------------------- | --------------------------------------------------------------------- | --------------------------------------------------------------------- | --------------------------------------------------------------------- | --------------------------------------------------------------------- | --------------------------------------------------------------------- |
| 22-3-2019                                                             | Blida                                                                 | Algeria                                                               | 1 – 1                                                                 | Gambia                                                                | Qual. Coppa d'Africa 2019                                             | -                                                                     | 81’                                                                   |
| 7-6-2019                                                              | Marrakech                                                             | Guinea                                                                | 0 – 1                                                                 | Gambia                                                                | Amichevole                                                            | -                                                                     |                                                                       |
| 6-9-2019                                                              | Bakau                                                                 | Gambia                                                                | 0 – 1                                                                 | Angola                                                                | Qual. Mondiali 2022                                                   | -                                                                     | 46’                                                                   |
| 10-9-2019                                                             | Luanda                                                                | Angola                                                                | 2 – 1                                                                 | Gambia                                                                | Qual. Mondiali 2022                                                   | -                                                                     |                                                                       |
| 9-10-2019                                                             | Gibuti                                                                | Gibuti                                                                | 1 – 1                                                                 | Gambia                                                                | Qual. Coppa d'Africa 2021                                             | -                                                                     |                                                                       |
| 13-10-2019                                                            | Bakau                                                                 | Gambia                                                                | 1 – 1 dts (3 – 2 dtr)                                                 | Gibuti                                                                | Qual. Coppa d'Africa 2021                                             | -                                                                     |                                                                       |
| 17-11-2019                                                            | Bakau                                                                 | Gambia                                                                | 2 – 2                                                                 | RD del Congo                                                          | Qual. Coppa d'Africa 2021                                             | -                                                                     | 80’                                                                   |
| 9-10-2020                                                             | Parchal                                                               | Gambia                                                                | 1 – 0                                                                 | Rep. del Congo                                                        | Amichevole                                                            | -                                                                     | 90+2’                                                                 |
| 12-11-2020                                                            | Franceville                                                           | Gabon                                                                 | 2 – 1                                                                 | Gambia                                                                | Qual. Coppa d'Africa 2021                                             | -                                                                     | 58’                                                                   |
| 5-6-2021                                                              | Manavgat                                                              | Gambia                                                                | 2 – 0                                                                 | Niger                                                                 | Amichevole                                                            | -                                                                     | 71’                                                                   |
| 12-1-2022                                                             | Limbe                                                                 | Mauritania                                                            | 0 – 1                                                                 | Gambia                                                                | Coppa d'Africa 2021 - 1º turno                                        | -                                                                     | 74’                                                                   |
| 16-1-2022                                                             | Limbe                                                                 | Gambia                                                                | 1 – 1                                                                 | Mali                                                                  | Coppa d'Africa 2021 - 1º turno                                        | -                                                                     | 73’                                                                   |
| 24-1-2022                                                             | Bafoussam                                                             | Guinea                                                                | 0 – 1                                                                 | Gambia                                                                | Coppa d'Africa 2021 - Ottavi di finale                                | -                                                                     | 63’                                                                   |
| 29-1-2022                                                             | Douala                                                                | Gambia                                                                | 0 – 2                                                                 | Camerun                                                               | Coppa d'Africa 2021 - Quarti di finale                                | -                                                                     | 56’                                                                   |
| 23-3-2022                                                             | Yaoundé                                                               | Ciad                                                                  | 0 – 1                                                                 | Gambia                                                                | Qual. Coppa d'Africa 2023                                             | -                                                                     | 90’                                                                   |
| 29-3-2022                                                             | Agadir                                                                | Gambia                                                                | 2 – 2                                                                 | Ciad                                                                  | Qual. Coppa d'Africa 2023                                             | -                                                                     | 36’ 68’                                                               |
| 24-3-2023                                                             | Bamako                                                                | Mali                                                                  | 2 – 0                                                                 | Gambia                                                                | Qual. Coppa d'Africa 2023                                             | -                                                                     | 46’                                                                   |
| 28-3-2023                                                             | Casablanca                                                            | Gambia                                                                | 1 – 0                                                                 | Mali                                                                  | Qual. Coppa d'Africa 2023                                             | -                                                                     | 62’                                                                   |
| 14-6-2023                                                             | Ismailia                                                              | Sudan del Sud                                                         | 2 – 3                                                                 | Gambia                                                                | Qual. Coppa d'Africa 2023                                             | -                                                                     | 72’                                                                   |
| 10-9-2023                                                             | Marrakech                                                             | Gambia                                                                | 2 – 2                                                                 | Rep. del Congo                                                        | Qual. Coppa d'Africa 2023                                             | -                                                                     | 46’ 62’                                                               |
| 16-11-2023                                                            | Dar es Salaam                                                         | Burundi                                                               | 3 – 2                                                                 | Gambia                                                                | Qual. Mondiali 2026                                                   | 1                                                                     | 37’                                                                   |
| 20-11-2023                                                            | Dar es Salaam                                                         | Gambia                                                                | 0 – 2                                                                 | Costa d'Avorio                                                        | Qual. Mondiali 2026                                                   | -                                                                     | 74’                                                                   |
| 19-1-2024                                                             | Yamoussoukro                                                          | Guinea                                                                | 1 – 0                                                                 | Gambia                                                                | Coppa d'Africa 2023 - 1º turno                                        | -                                                                     | 72’                                                                   |
| 23-1-2024                                                             | Bouaké                                                                | Gambia                                                                | 2 – 3                                                                 | Camerun                                                               | Coppa d'Africa 2023 - 1º turno                                        | 1                                                                     | 84’                                                                   |
| 8-6-2024                                                              | Berkane                                                               | Gambia                                                                | 5 – 1                                                                 | Seychelles                                                            | Qual. Mondiali 2026                                                   | -                                                                     | 87’                                                                   |
| 11-6-2024                                                             | Libreville                                                            | Gabon                                                                 | 3 – 2                                                                 | Gambia                                                                | Qual. Mondiali 2026                                                   | -                                                                     | 59’ 62’                                                               |
| 4-9-2024                                                              | Iconi                                                                 | Comore                                                                | 1 – 1                                                                 | Gambia                                                                | Qual. Coppa d'Africa 2025                                             | -                                                                     | 46’                                                                   |
| 8-9-2024                                                              | Bakau                                                                 | Gambia                                                                | 1 – 2                                                                 | Tunisia                                                               | Qual. Coppa d'Africa 2025                                             | -                                                                     | 90’                                                                   |
| Totale                                                                |                                                                       | Presenze                                                              | 28                                                                    |                                                                       | Reti                                                                  | 2                                                                     |                                                                       |

## Palmarès

### Club

#### Competizioni giovanili
- Campionato Primavera: 2

Atalanta: 2018-2019, 2019-2020
- Supercoppa Primavera: 1

Atalanta: 2019

#### Competizioni nazionali
- Campionato svizzero: 1

Young Boys: 2023-2024

### Individuale
- Capocannoniere della Coppa Italia Primavera: 1

2019-2020 (3 gol, a pari merito con altri sei giocatori)